# 白坂紀子
白坂 紀子（しらさか のりこ、1958年1月10日 - ）は、日本の元女優。本名、河村 朱実（旧姓、只熊（ただくま））。夫は、俳優の志垣太郎、長男は、タレント・俳優の匠。東京都出身。

## 来歴・人物
サウンド・オブ・ミュージックに憧れ、音楽大好き少女であった。
成蹊小学校、成蹊中学校・高等学校卒業。1978年6月頃に成蹊大学文学部英米文学科を中退。
渡辺プロダクションに所属し、デビュー。
1979年、TBSの児童向けワイドショー『夕やけロンちゃん』にアシスタントとして出演。1980年、当番組の「今週の歌」として「ドリーム・ブリージン」でエピックソニーより歌手デビュー。
1980年、特撮テレビドラマ『ウルトラマン80』（TBS）に主人公である矢的猛が勤務する桜ヶ岡中学校の事務員・ノンちゃん役で第12話まで出演。第21話よりUGM気象観測班の小坂ユリ子役で再登場した。
1982年、時代劇『水戸黄門 第13部』（TBS）に由美役でレギュラー出演。本作第10話に志垣太郎がゲスト出演した際に、白坂に一目惚れして結婚に至っている。
趣味は、ピアノ、ヴァイオリン。

## 出演作品

### テレビドラマ
- 幽霊湖の花嫁（1979年、ANB）
- ウルトラマン80（TBS）
  - 第1話「ウルトラマン先生」 - 第12話「美しい転校生」（1980年） - ノンちゃん[注釈 1]
  - 第21話「永遠に輝け!! 宇宙Gメン85」 - 第50話「あっ！ キリンも象も氷になった!! 」（1980年 - 1981年） - 小坂ユリ子隊員
- 刑事犬カール2 （1981年、TBS） - 山野京子
- 水戸黄門 第13部 第1話「天下を狙う忍びの罠 -水戸・江戸-」 - 第11話「悪を縛った伊賀の組紐 -伊賀上野-」（1982年、TBS、C.A.L） - 由美

第5話「ドジな息子の泥棒修業」−由美
- 月曜ワイド劇場 / 雲の階段 ニセ医師をめぐる女二人（1983年、ANB）
- 特捜最前線 第357話「OL・疑惑の完全犯罪!」（1984年、ANB）

### その他のテレビ番組
- 夕やけロンちゃん（TBS）2代目アシスタント

### CM
- フマキラー[1]
- ブルボン[1]

## 音楽

### シングル
| 発売日        | 規格         | 規格品番     | 面           | タイトル             | 作詞         | 作曲         | 編曲         |
| EPIC・ソニー  | EPIC・ソニー | EPIC・ソニー | EPIC・ソニー | EPIC・ソニー         | EPIC・ソニー | EPIC・ソニー | EPIC・ソニー |
| ------------- | ------------ | ------------ | ------------ | -------------------- | ------------ | ------------ | ------------ |
| 1980年9月21日 | EP           | 07･5H-46     | A            | ドリーム・ブリージン | 藤公之介     | 羽田健太郎   | 羽田健太郎   |
| 1980年9月21日 | EP           | 07･5H-46     | B            | 夕日の中へ           | 竜真知子     | 羽田健太郎   | 羽田健太郎   |

### アルバム

#### オムニバス・アルバム
- アクトレス・ミラクルバイブル　鶴間エリ・朝加真由美・熊谷美由紀・白坂紀子・中島はるみ（2015年1月14日、ソニー・ミュージックダイレクト、DYCL-556、Blu-spec CD2）-　EPIC・ソニーで発表した上記シングル両面2曲を収録。

## 書籍
- ウルトラマン80 相原京子 / ノンちゃん写真集 BEAUTIES&BEASTS＜初版完全限定＞（2021年、復刊ドットコム）